# Győri Enikő
Győri Enikő (Budapest, 1968. július 17. –) magyar közgazdász, diplomata, politikus, a Fidesz európai parlamenti képviselője 2009-10-ben és 2019-től.

## Életpályája
1992-ben szerzett közgazdász diplomát a Budapesti Közgazdaságtudományi Egyetem nemzetközi kapcsolatok szakán. 2000-ben ugyanitt PhD fokozatot szerzett.
1992-1999-ig az Országgyűlés Európai Uniós Ügyek Bizottságának tanácsadója, illetve főtanácsadója volt, valamint ezzel párhuzamosan 1994-1999-ig az EU-Magyarország Társulási Parlamenti Bizottság magyar titkára, majd 1999 és 2003 között Magyarország római nagykövete volt. 2003-tól az Országgyűlés Fidesz-frakciója EU munkacsoportjának stábfőnöke, valamint 2004-től óraadóként politológiát oktat az ELTE Állam- és Jogtudományi Karán. 2005-től az Európai Parlament Gazdasági és Monetáris Bizottságának tagja, 2010. szeptember 1-jétől a magyar EU elnökség programjáért felelős külügyminisztériumi államtitkár, majd 2014-től Magyarország madridi nagykövetségének vezetője nagykövetként, megbízatása 2019. június 30-án véget ért.

## Művei
- A Földközi-tenger lovagjai, avagy A legkisebb szigetország az Unióban. Málta; TLI Külpolitikai Tanulmányok Központja, Bp., 2004 (TLI tanulmányok)
- A nemzeti parlamentek és az Európai Unió; Osiris, Bp., 2004 (Osiris tankönyvek)
- Győri Enikő–Bakos Piroska–Gál Helga: Ezt főztük (ki) Európának; Heti Válasz, Bp., 2012
- Deákné Orosz Zsuzsa–Győri Enikő–Huszka Klára: Fogyatékos emberek szociális segítése. Adaptációs kézikönyv középiskolában dolgozó pedagógusok számára; Fogyatékos Személyek Esélyegyenlőségéért Közhasznú Nonprofit Kft., Bp., 2014